# Kapelica Majke Božje Bistričke u Starom Brestju
Kapelica Majke Božje Bistričke katolička je kapela koja se nalazi u zagrebačkoj četvrti Sesvete u naselju Staro Brestje, u blizini ulaza u Park-šumu Novoselec. Kapela je izgrađena i blagoslovljena 2009. godine.

## Povijest
Kapelica Majke Božje Bistričke je zavjeta kapela koju je u znak zahvale za uslišanu molitvu dala izgraditi obitelj Lacković. Godine 2019. tijekom svečane proslave desete obljetnice blagoslova zavjetne kapele, Martin Lacković darovao je posjed kapele i prostor oko nje župi koja će nastaviti duhovno i na ostale načine brinuti o kapeli te vjernicima koji se okupljaju na molitvi.

## Galerija
- Prednje pročelje kapele
- Ploča koja se nalazi iznad ulaznih vrata kapela
- Unutrašnjost kapele; oltarni stol i kipovi